# كبر الحب (ألبوم)
كبر الحب هو أحد ألبومات المطربة نجوى كرم وصدر في عام 2005 وقد احتوى الألبوم على ثمان أغاني.

## الأغاني
1. بخاف من المي
2. بدك ترجع
3. شو هالحلا
4. كبر الحب
5. ما بينشبع
6. ثالث مرة
7. همسة همسة
8. بحبك ولع